# Міжнародний комітет з контролю за наркотиками
Міжнародний комітет з контролю за наркотиками (International Narcotics Control Board), MKKH (INCB) — незалежний міжнародний орган контролю за додержанням конвенцій з контролю за наркотиками. Утворений 1968 ООН згідно з Єдиною конвенцією про наркотичні засоби.